# Viișoara, Argeș
Viișoara (în trecut Valea Boierească) este un sat ce aparține orașului Ștefănești din județul Argeș, Muntenia, România.